# Уруп (річка)
Уруп — річка на Північному Кавказі, ліва притока Кубані. Довжина річки — 231 км, площа басейну — 3220 км². Бере початок на схилах гори Уруп (3232 м). У верхів'ях Уруп — гірська річка, у станиці Удобна виходить на рівнину. Живлення змішане, переважає дощеве. Середня витрата води 16,5 м³/сек. У деякі роки річка замерзає (з грудня по лютий).
В межах Карачаєво-Черкесії розташовані селища міського типу Уруп та Мєдногорське, приурочені до мідного родовища і гірничо-збагачувального комбінату, а також станиця Преградна і аул Кизил-Уруп. Далі річка тече по Краснодарському краю, на її берегах розташовані станиці і села: Передова, Удобна, Отрадна, Попутна, Воськресенське, Гусарське, Бесскорбна, Советська. «Оптимістичні» назви предгірних станиць, спочатку населених лінійцями, за переказами, були вигадані у XIX сторіччі для «підняття духу» в обстановці війни з адигами. При впадінні Урупа до Кубані розташовано місто Армавір.